# Olivia Holdt
Olivia Holdt (Ikast, 7 juni 2001) is een voetbalspeelster uit Denemarken. Ze speelt als middenvelder voor Tottenham Hotspur in de FA Women's Super League.

## Clubcarrière
Holdt begon in haar jeugdjaren met voetballen bij Vildbjerg SF. Vanaf 2019 speelde ze voor VSK Aarhus. Hier werd ze 6de topscorer van de competitie. In de zomer van 2020 verliet ze deze club voor een overstap naar competitiegenoot Fortuna Hjørring. In het seizoen 2020/21 werd Holdt verkozen tot speelster van het seizoen in de Elitedivisionen.
Sinds juli 2022 kwam Holdt uit voor FC Rosengård in de Damallsvenskan. Met deze club werd ze in haar debuutseizoen gelijk landskampioen. Daarnaast kwam ze met deze club uit in de groepsfase van de Champions League. Na het seizoen 2024, waarin Holdt met FC Rosengård kampioen werd van de Damallsvenskan, tekende Holdt op 3 januari 2025 een contract bij het Engelse Tottenham Hotspur F.C..

## Statistieken
| Seizoen   | Club                   | Competitie              | Competitie | Competitie | Beker | Beker | Overig | Overig | Totaal | Totaal |
| Seizoen   | Club                   | Competitie              | Wed.       | Dlp.       | Wed.  | Dlp.  | Wed.   | Dlp.   | Wed.   | Dlp.   |
| --------- | ---------------------- | ----------------------- | ---------- | ---------- | ----- | ----- | ------ | ------ | ------ | ------ |
| 2018/2019 | VSK Aarhus             | Elitedivisionen         | 10         | 1          | 0     | 0     | 0      | 0      | 10     | 1      |
| 2019/2020 | VSK Aarhus             | Elitedivisionen         | 19         | 6          | 0     | 0     | 0      | 0      | 19     | 6      |
| 2020/21   | Fortuna Hjørring       | Elitedivisionen         | 23         | 15         | 0     | 0     | 4      | 0      | 27     | 15     |
| 2021/22   | Fortuna Hjørring       | Elitedivisionen         | 22         | 11         | 0     | 0     | 0      | 0      | 22     | 11     |
| 2022      | FC Rosengård           | Damallsvenskan          | 8          | 0          | 0     | 0     | 0      | 0      | 8      | 0      |
| 2023      | FC Rosengård           | Damallsvenskan          | 21         | 12         | 4     | 1     | 8      | 2      | 33     | 15     |
| 2024      | FC Rosengård           | Damallsvenskan          | 18         | 13         | 4     | 4     | 2      | 1      | 24     | 18     |
| 2024/25   | Tottenham Hotspur F.C. | FA Women's Super League | 0          | 0          | 0     | 0     | 0      | 0      | 0      | 0      |
| Totaal    | Totaal                 | Totaal                  | 122        | 58         | 10    | 5     | 14     | 2      | 146    | 65     |

Bijgewerkt t/m 4 januari 2024.

## Interlandcarrière
Holdt heeft voor de jeugdteams onder 17, onder 18 en onder 19 van Denemarken in gespeeld. Met onder 19 kwam ze uit op het EK. Holdt speelde alle wedstrijden van Denemarken op het eindtoernooi.
Op 8 april 2021 maakte Holdt haar debuut voor Denemarken in een 1-0 overwinning op Ierland door in de 72ste minuut in te vallen voor Signe Bruun.  Vervolgens kwam Holdt ook met jaar land uit in de kwalificatiereeks voor het EK 2022.
In een kwalificatiewedstrijd tegen Malta maakte Holdt haar eerste interlanddoelpunt. haalde uiteindelijk niet de definitieve selectie voor op het eindtoernooi. Holdt werd evenmin opgenomen in de selectie van Denemarken voor het WK 2023 in Australië en Nieuw-Zeeland.